# سيريتشي
سيريتشي (بالسيريلية Церићи) هي قرية في البوسنة والهرسك. وهي تقع في بلدية كونييتش التابعة لكانتون الهرسك-نيريتفا في اتحاد البوسنة والهرسك. طبقا لنتائج تعداد البوسنة عام 2013 فقد كان عدد سكانها 52 نسمة.

## التركيبة السكانية
| 1961 | 1971 | 1981 | 1991 | 2013 |
| ---- | ---- | ---- | ---- | ---- |
| 87   | 88   | 86   | 102  | 52   |

### توزيع السكان حسب الجنسية (1991)
في عام 1991 كان عدد سكان القرية 102 وكانوا جميعا من الصرب.

## وصلات خارجية
- Maplandia (بالإنجليزية)